# Agapetus lundbladi
Agapetus lundbladi är en nattsländeart som först beskrevs av Martin E. Mosely 1938.  Agapetus lundbladi ingår i släktet Agapetus och familjen stenhusnattsländor. Inga underarter finns listade i Catalogue of Life.